# Beth Taylor
Beth Taylor es una mezzosoprano lírica escocesa, que ha actuado principalmente en Europa. En la Ópera de Fráncfort, interpretó el papel principal en Bianca e Falliero de Rossini.

## Biografía
Nacida en Glasgow, estudió en el Conservatorio Real de Escocia y se graduó con una Maestría en Artes en 2018. Ha sido entrenada por Jennifer Larmore. Obtuvo el primer premio en el Gianni Bergamo Classic Music Award en 2018, y el tercer premio de la competencia de Wigmore Hall. Asistió al Instituto Samling para Jóvenes Artistas en 2019.
Apareció como Arnalta en La coronación de Popea de Monteverdi con el Festival de Ópera de Longborough en 2018, como Marcellina en Las bodas de Fígaro de Mozart en el Festival New Generation de Florencia en 2019, y en el papel con calzones de Bradamante en Alcina de Handel en la Opéra de Dijon y la Ópera Nacional de Lorena en Nancy en 2020. Taylor apareció en la Ópera de Fráncfort por primera vez en 2021 como Dardano en Amadigi de Handel. Su mezzosoprano era la única voz más baja, y un crítico señaló que interpretó a su personaje con finas líneas vocales y notables coloraturas. Regresó en 2022 como Falliero en Bianca e Falliero de Rossini, dirigida por Tilmann Köhler y conducida por Giuliano Carella. El trabajo había sido planeado para 2020, y en colaboración con el Festival Tirol en Erl, para concluir un enfoque de las obras de Rossini. Un crítico notó su voz completa, con volumen en el registro medio, coloraturas precisas y flexibles y arrebatos dramáticos, retratando la caída del personaje de un vencedor en la batalla a rendirse, en dúos de gran armonía con Heather Phillips como Bianca.
En concierto, se ha presentado con orquestas como la Real Orquesta Nacional Escocesa, la Orquesta Sinfónica de la Radio de los Países Bajos y la Orquesta Barroca La Cetra.